# Prawit Wongsuwan
Prawit Wongsuwan (thai: ประวิตร วงษ์สุวรรณ; Bangkok, 11 agosto 1945) è un politico e generale thailandese.
Personaggio particolarmente influente sulla scena politica e militare thailandese e fiero sostenitore della monarchia, è stato considerato uno dei maggiori ispiratori dei colpi di Stato del 2006 e del 2014. Divenne primo ministro della Thailandia ad interim quando il titolare della carica Prayut Chan-o-cha fu sospeso dall'incarico il 24 agosto 2022 dalla Corte costituzionale dopo essere stato accusato dalle opposizioni di aver ricoperto la carica oltre il limite massimo di 8 anni, e Chan-o-Cha fu reintegrato il successivo 30 settembre con una sentenza della Corte costituzionale. Prawit era stato comandante in capo del Regio esercito thailandese tra il 2004 e il 2005, al suo ultimo anno di servizio militare prima del pensionamento.
In seguito entrò ufficialmente in politica e mantenne la propria influenza sull'esercito, ricoprì l'incarico di ministro della Difesa tra il 2008 e il 2011 durante il governo di Abhisit Vejjajiva e fu uno dei personaggi chiave dietro alle proteste anti-governative del 2013-2014 che portarono al colpo di Stato del 22 maggio 2014, con il quale ebbero fine i governi legati alla famiglia del magnate Thaksin Shinawatra. Il golpe fu guidato dal suo associato, il dittatore militare Prayut Chan-o-cha, che si fece eleggere primo ministro e Prawit divenne vice-primo ministro e ministro della Difesa, mantenendo quest'ultimo incarico fino al 2019. Nel 2020 Prawit divenne il leader del partito di governo Palang Pracharath e in seguito fu scelto come candidato primo ministro del partito per le elezioni del 2023.

## Biografia

### Origini, studi e carriera militare
Il padre di Prawit era il generale maggiore Prasert Wongsuwan e tra i suoi quattro fratelli vi erano il senatore e ammiraglio Sithawat Wongsuwan e il generale di polizia Patcharawat Wongsuwan. Dopo essersi diplomato alla Regia accademia militare Chulachomklao di Bangkok, nel 1969 intraprese la carriera militare come ufficiale del 21º reggimento di fanteria, noto come Guardie della regina, potente unità dell'esercito dotata di larga autonomia, facente parte della 2ª divisione di fanteria. Nel 1978 completò un corso per il comando e lo Stato maggiore dell'esercito. Dopo il fallito colpo di Stato dell'aprile 1981, gli venne assegnato il comando del 2º e del 21º reggimento della 2ª divisione di fanteria, Nel 1992 fu nominato regio aiutante di campo e nel 1996 divenne comandante della 2ª divisione di fanteria. Dopo la laurea al College nazionale di Difesa della Thailandia, nel 1997 fu vice-comandante e l'anno successivo comandante della 1ª Regione dell'esercito, responsabile per Bangkok e per la Thailandia Centrale.
Nel 2001 venne promosso ad assistente del capo di stato maggiore responsabile per il reparto operativo dell'esercito. Tornò quindi al comando della 1ª Regione per essere promosso a vice-comandante in capo dell'esercito nel 2003 e comandante in capo nel 2004, incarico che ricoprì per un anno fino al pensionamento del settembre 2005. Il suo primo incarico dopo il pensionamento fu quello di giudice alla Corte marziale suprema, ma mantenne inalterata la sua influenza sulle decisioni prese dai vertici militari. Nel 2006 il governo di Thaksin Shinawatra fu rovesciato dal colpo di Stato militare guidato da Anupong Paochinda e Sonthi Boonyaratglin, associati di Prawit, che subito dopo divenne membro del Parlamento nazionale.

#### Le tigri dell'Est
Durante la carriera militare, Prawit formò l'influente fazione dell'esercito nota come Burapha Payak (tigri dell'Est) assieme ad altri importanti ufficiali del 21º reggimento di fanteria, le Guardie della regina che hanno base nella provincia di Prachinburi a est di Bangkok. Le tigri dell'Est divennero la maggiore fazione militare del Paese e avrebbero avuto nelle proprie file 5 dei 6 comandanti in capo dell'esercito che si succedettero tra il 2004 e il 2016, tra cui lo stesso Prawit, Anupong Paochinda e Prayut Chan-o-cha, dei quali Prawit viene considerato il mentore. Dalla collaborazione fra questi tre sarebbe nato uno dei più lunghi domini militari nella storia della Thailandia, con il più vecchio Prawit, noto come il "Grande fratello" delle tigri, a stabilire le regole, Anupong a farle rispettare e il più giovane Prayut a rappresentare in pubblico il potere di questa collaborazione. Uno degli aspetti principali che rafforzò il potere di Prawit furono i suoi stretti rapporti con la élite che controlla il mondo degli affari thailandese e che è vicina alla monarchia.

### Carriera politica
Con il trionfo della fazione pro-Thaksin alle elezioni del dicembre 2007, nel gennaio 2008 il governo fu affidato a Samak Sundaravej del Partito del Potere Popolare (PPP), alleato dell'esiliato Thaksin. Subito si scatenarono le proteste dei monarchici, guidati dal gruppo delle camicie gialle di Alleanza Popolare per la Democrazia, che nel giro di alcuni mesi portarono a termine azioni clamorose come l'assedio del Parlamento e l'occupazione degli aeroporti della capitale. L'esercito non intervenne e il comandante in capo Anupong chiese al governo di dare le dimissioni. Samak fu destituito in settembre con una controversa sentenza della Corte Costituzionale e la carica di primo ministro passò a Somchai Wongsawat, cognato di Thaksin. Con la tensione che continuava a crescere, la nuova compagine governativa fu smantellata in dicembre, dopo che la Corte Costituzionale riconobbe il PPP colpevole di brogli elettorali.

#### Ministro della Difesa (2008-2011)
Con un'altra controversa decisione e grazie alle manovre di Anupong, il governo fu affidato al conservatore Abhisit Vejjajiva del Partito Democratico, che era all'opposizione, senza ricorrere a nuove elezioni. Quello stesso mese, Prawit divenne ministro della Difesa nel governo di Abhisit e rimase in carica fino all'agosto 2011. In questa veste affrontò nel 2010 le grandi dimostrazioni delle Camicie rosse sostenitrici dei governi legati a Thaksin, alle quali il governo rispose dichiarando uno stato di emergenza. Le dimostrazioni continuarono e questa volta l'esercito si mobilitò e l'intervento fu particolarmente violento, con 90 persone che persero la vita e 2.000 feriti. Durante la crisi, Prawit fu nominato prima vice-direttore e poi direttore del "Centro per la risoluzione della situazione di emergenza".

#### Supporto alle manifestazioni anti-governative del 2013
Le elezioni si tennero nel luglio 2011 e videro la schiacciante vittoria di Yingluck Shinawatra, sorella di Thaksin, leader del nuovo partito Pheu Thai. Nel novembre 2013 ebbero inizio le grandi dimostrazioni anti-governative dell'opposizione conservatrice guidata da Suthep Thaugsuban, con l'appoggio esterno di Prawit e Anupong. Le proteste durarono diversi mesi con molti scontri tra le fazioni che causarono diverse vittime e anche questa volta l'esercito non intervenne contro i dimostranti. In quel periodo Prawit fu indicato come il possibile nuovo primo ministro nel caso vi fosse stato un colpo di Stato ai danni del governo. Yingluck fu costretta a sciogliere la Camera dei deputati a dicembre e a indire nuove elezioni da tenersi nel febbraio 2014. Le opposizioni boicottarono le consultazioni che furono annullate, e proseguirono le proteste. Yingluck continuò a governare ad interim in attesa di nuove elezioni, ma fu destituita il 7 maggio 2014 da una sentenza della Corte Costituzionale. Un nuovo governo ad interim fu formato dall'alleato di Yingluck Niwatthamrong Boonsongpaisan, le dimostrazioni e gli scontri fra le opposte fazioni continuarono.

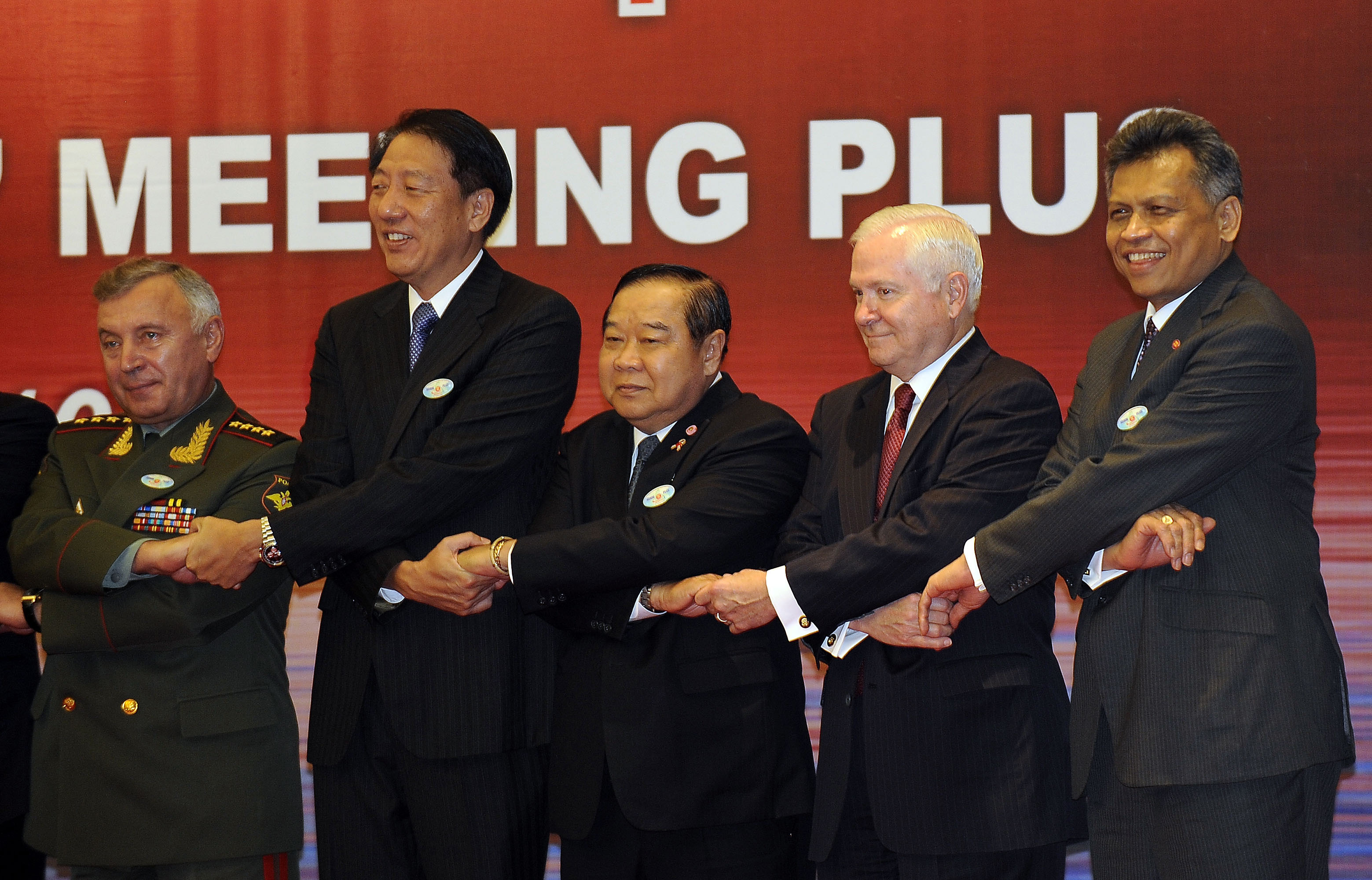
Prawit Wongsuwan (al centro), durante un meeting dei ministri della Difesa dell'ASEAN nel 2018.

#### Colpo di Stato del 2014
Il 24 maggio 2014 vi fu il colpo di Stato guidato dal comandante in capo dell'esercito Prayut Chan-o-cha, che pose fine al governo di Pheu Thai. Prawin ne è stato considerato l'ideatore e fece parte della giunta militare che organizzò il golpe e prese il potere, nota come Consiglio nazionale per la pace e per l'ordine, in qualità di presidente del comitato consultivo. Il 31 agosto venne nominato vice-primo ministro e ministro della Difesa nel nuovo governo militare affidato a Prayut e il 16 settembre divenne inoltre vice-presidente del Consiglio nazionale per la pace e per l'ordine. Oltre a queste cariche, Prawit entrò a far parte di oltre 50 diversi comitati governativi. Nel 2017 divenne presidente del Comitato Olimpico Nazionale della Thailandia.

#### Scandalo degli orologi di lusso
Nel dicembre 2017, la Commissione nazionale anti-corruzione aprì un'inchiesta sul patrimonio di Prawit dopo che era stato visto indossare in pubblico almeno 25 diversi orologi e vari gioielli particolarmente lussuosi che non comparivano sulla sua dichiarazione dei beni patrimoniali. Secondo quanto riportò la stampa, il valore dei soli orologi era di 40 milioni di baht, pari a oltre un milione di euro. Prawit sostenne che li aveva ricevuti in prestito da amici. In seguito la Commissione anti-corruzione non diede l'autorizzazione a procedere per mancanza di prove a conferma che la sua dichiarazione dei beni fosse falsa.

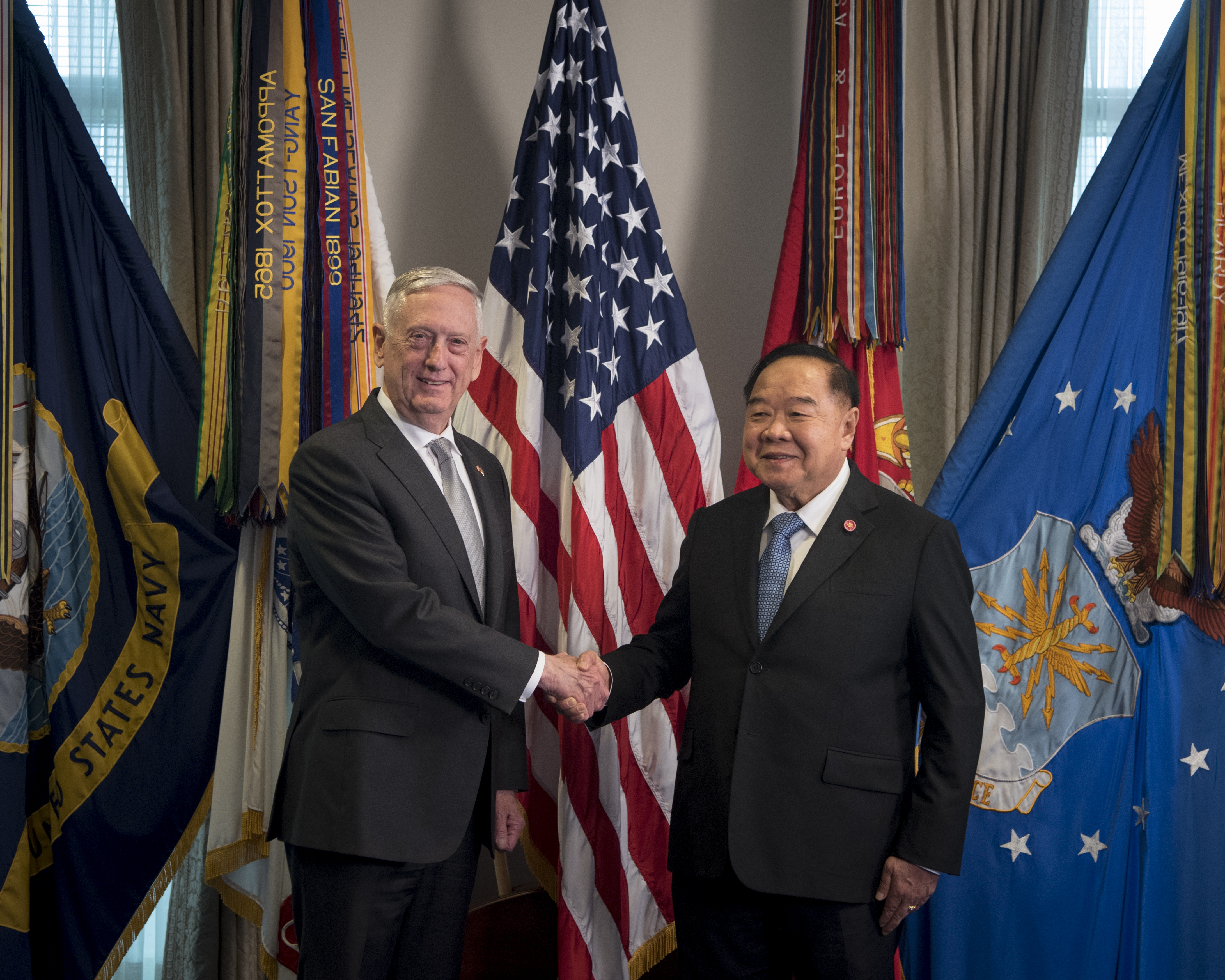
Prawit Wongsuwan con il segretario statunitense alla Difesa James Mattis al Pentagono nel 2018

#### Nuova costituzione, elezioni e leader del partito di governo
Il governo di Prayut aveva nel frattempo promosso la Costituzione controfirmata il 6 aprile 2017 dal nuovo re Vajiralongkorn, che aumentò i poteri dei militari e della Corte costituzionale in ambito politico per prevenire il ritorno al potere di Thaksin Shinawatra e dei suoi alleati. In particolare garantì alla giunta militare la nomina di tutti i membri del Senato alle future elezioni. La costituzione garantì inoltre nuovi privilegi al sovrano, al quale nel 2018 fu trasferita la proprietà degli ingenti beni della Casa reale controllati dall'Agenzia della Proprietà della Corona, fino ad allora considerati un patrimonio pubblico, che resero Vajiralongkorn uno dei sovrani più ricchi al mondo. Le elezioni del 23 marzo 2019 si svolsero in un clima di intimidazione imposto dalla giunta e i risultati furono pesantemente manipolati dalla commissione elettorale. Furono vinte dal nuovo Partito Palang Pracharath (PPP) formato dai militari e co-fondato da Prawin, e in luglio il re approvò il nuovo governo guidato ancora da Prayut.
Nel nuovo governo Prawin non fu confermato al dicastero della Difesa, che fu assegnato al primo ministro Prayut, ma rimase vice-primo ministro. In seguito nacquero dissidi all'interno del governo e del Partito Palang Pracharath, che portarono alla espulsione di diversi membri, e nel giugno 2020 Prawit divenne il nuovo leader del partito. Tra gli eventi più importanti che in seguito indebolirono il partito, vi furono le grandi proteste anti-governative e contro gli eccessivi privilegi concessi alla monarchia che si protrassero con varie interruzioni fino alla fine del 2021, la pessima gestione dell'emergenza COVID-19 da parte del governo e i dissidi all'interno del partito che portarono all'espulsione nel gennaio 2022 di 21 deputati facenti parte di una fazione particolarmente vicina a Prawit. Nel maggio successivo vi fu la schiacciante vittoria del candidato di Pheu Thai nelle elezioni amministrative per la carica di governatore di Bangkok, che fu considerato un preoccupante segnale di declino del partito legato ai militari.

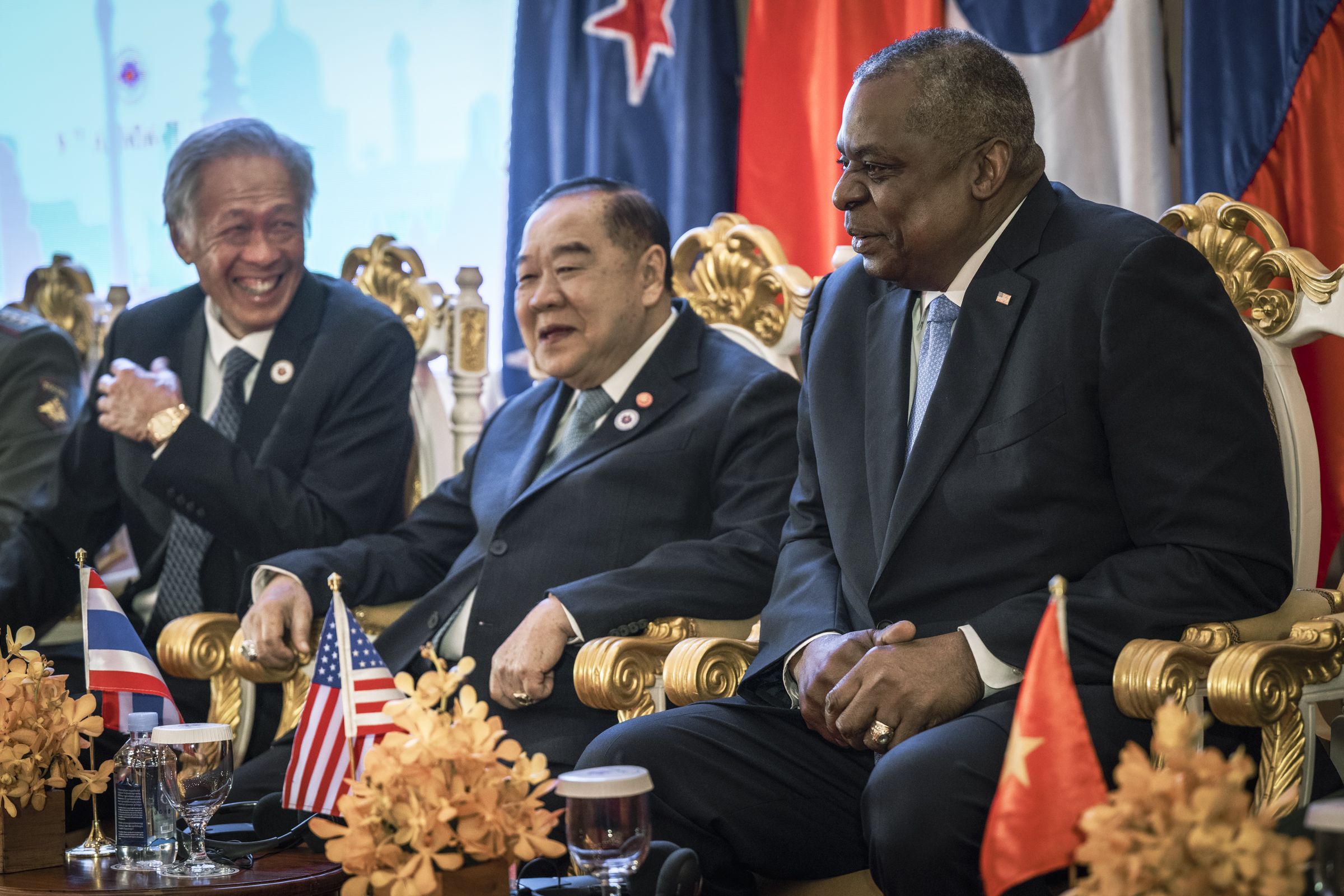
Prawit Wongsuwan con il ministro della Difesa di Singapore Ng Eng Hen e il segretario statunitense alla Difesa Lloyd Austin a Siem Reap nel 2022

#### Primo ministroad interimper 37 giorni nel 2022
Il 24 agosto 2022, la Corte costituzionale accolse una petizione dell’opposizione secondo cui Prayut aveva superato il limite massimo di 8 anni previsto dalla costituzione per la carica di primo ministro, sostenendo cha avesse iniziato a governare il Paese più di 8 anni prima con il colpo di stato del maggio 2014, per poi diventare primo ministro nell'agosto successivo. Secondo i sostenitori di Prayut, il vero mandato sarebbe iniziato con l'entrata in vigore della Costituzione del 2017 o con la nomina a capo del governo dopo le elezioni del 2019. La Corte costituzionale dispose la sospensione di Prayut dall'incarico di primo ministro e in attesa di prendere una decisione definitiva l'incarico fu affidato ad interim a Prawit in qualità di vice-primo ministro. Il 30 settembre successivo, la Corte costituzionale stabilì che gli 8 anni andavano conteggiati dal momento in cui era entrata in vigore la Costituzione nel 2017, consentendo a Chan-o-Cha di riprendere il suo posto alla guida del governo.

### Candidato primo ministro alle elezioni del 2023
Si creò una malcelata spaccatura nel Palang Pracharath, in particolare tra Prayut e Prawit, il quale fu scelto dal partito come candidato primo ministro per le elezioni del 2023, Il 23 dicembre 2022 Prayut annunciò la sua disponibilità di aderire al nuovo partito Phak Ruam Thai Sang Chart (PRTSC) e che avrebbe accettato di diventarne il candidato per un nuovo mandato a primo ministro. Comunicò inoltre che in vista delle elezioni trovava fattibile la collaborazione con Palang Pracharath e Prawit. Sulla stampa fu anche ipotizzato che il passaggio al PRTSC di Prayut e di membri del PPP fosse una strategia dei militari per guadagnare più voti complessivi alle elezioni.